# Raoul Caudron
Raoul Caudron (París, 7 de desembre de 1883 - Saint-Étienne, 1 de juny de 1958) fou un entrenador de futbol francès que entrenà la selecció francesa de futbol que participà en la primera edició de la Copa del Món de futbol de 1930, substituint Gaston Barreau, que no pogué viatjar per motius de feina.